# Louis Gidrol
 (novembre 2017).
Louis Gidrol était un musicien tchadien. Il a écrit l'hymne national du Tchad La Tchadienne avec Paul Villard en 1960, et l'aide de son groupe d'étudiants. La Tchadienne compte en totalité quatre couplets, tous suivis par un unique refrain d'abord chanté avant le premier couplet. Lors d'évènements publics et officiels, il est habituel que seul le premier couplet soit chanté. Les couplets suivants, pratiquement inconnus du grand public, sont rarement chantés.

## Biographie
Il a écrit l'hymne national du Tchad avec Paul Villard en 1960, avec l'aide de son groupe d'étudiants. Lui et ses élèves faisaient partie de l’école St. Paul, où elle a été composée. L'hymne s'appelle "La Tchadienne". Il a été largement diffusé dans le cadre d'événements nationaux importants tels que le Jour de l'indépendance et constitue à ce jour l'une des chansons les plus importantes de l'histoire du Tchad, car il a été nommé l'hymne national. Louis Gidrol est né en 1922 et est décédé, mais la date de sa mort est encore inconnue.